# Brachylagus idahoensis
Il coniglio pigmeo (Brachylagus idahoensis Merriam, 1891) è un mammifero lagomorfo appartenente alla famiglia Leporidae.

## Descrizione

### Dimensioni
Misura fino a 29 cm, per un peso massimo di mezzo chilo: le dimensioni che questi animali raggiungono sono tuttavia solitamente minori. Queste misure ne fanno il leporide più piccolo del Nord America ed uno fra i più piccoli al mondo.

### Aspetto
Il pelo, corto e folto, soffice al tatto, ha un colore che varia dal marroncino al grigio scuro, con le punte delle corte orecchie che sono di colore bianco: la coda, costituita da un misero moncherino ricoperto da un ciuffo di pelo, non è bianca (come in tutte le altre specie nordamericane), ma dello stesso colore del pelo corporeo. Le femmine sono leggermente più grandi dei maschi.

## Biologia

### Comportamento
Si tratta di una delle due uniche specie di leporidi nordamericane a scavarsi una tana: questa viene ubicata solitamente in zone dove il suolo ha consistenza granulosa, e ha solitamente una buona estensione, con numerose camere collegate da tunnel. Spesso, la specie utilizza tane scavate in precedenza da altri animali, oppure coabita con essi, od ancora altri animali si stabiliscono nelle tane, a volte ampliandole. Ciascuna tana possiede numerose uscite, collocate generalmente alla base di un cespuglio o fra le rocce, per mimetizzarsi col paesaggio.
Pur non trattandosi di animali territoriali, può capitare che in periodi di scarsità di cibo vi siano episodi di insofferenza fra esemplari di vari gruppi. L'ultimo maschio puro della popolazione residente nello stato di Washington morì di vecchiaia in uno zoo, il 30 marzo 2006: attualmente, varie associazioni e giardini zoologici stanno collaborando per ricreare la specie tramite una rete di incroci fra femmine di questa popolazione e maschi di altre sottospecie.

### Alimentazione
Si tratta di animali erbivori, che si nutrono prevalentemente di artemisia: in inverno questa ammonta al 98% circa del totale di cibo consumato da ciascun animale, mentre durante il periodo estivo la dieta diventa leggermente più varia, includendo anche vari tipi di piante erbacee.

### Riproduzione
A seconda della regione presa in considerazione, la stagione riproduttiva va da marzo a maggio (porzione settentrionale) o da febbraio a marzo (porzione meridionale) ed è fortemente influenzata dal fotoperiodo: per ogni stagione riproduttiva ciascuna femmina può allevare fino a tre nidiate, ciascuna comprendente una media di sei cuccioli.
La gestazione dura poco meno di un mese, ed i cuccioli nascono al sicuro della tana materna, dove restano fino a quando non sono in grado di muoversi abbastanza velocemente da sfuggire ai pericoli. La maturità sessuale viene raggiunta attorno agli undici mesi, perciò essi possono cominciare a riprodursi già a partire dalla stagione riproduttiva successiva a quella durante la quale sono nati.

## Distribuzione
La specie è diffusa nella maggior parte del Gran Bacino degli Stati Uniti nord-occidentali, oltre che nelle aree montuose limitrofe: politicamente, la specie spazia dal Montana all'Idaho ed all'Oregon: nello stato di Washington (Contea di Douglas) e nel Wyoming vivono delle popolazioni geneticamente isolate, classificate come sottospecie a sé stante. Il loro habitat naturale è rappresentato dalle steppe di artemisia, ad altezze che si attestano attorno ai 1500 m.